# Filiberg
Filiberg är ett naturreservat i Mora kommun i Dalarnas län.
Området är naturskyddat sedan 2017 och är 572 hektar stort. Reservatet omfattar berget med detta namn med kringområde.  På berget sluttning finns tall och gran och nedanför sjöar och våtmarker. 